# Совет по светскому гуманизму
Совет по светскому гуманизму (Совет по секулярному гуманизму) (англ. Council for Secular Humanism) (первоначально: Совет по демократическому и светскому гуманизму) — светская гуманистическая организация со штаб-квартирой в Амхерсте штат Нью-Йорк. 
Учредитель и председатель — Пол Куртц (англ. Paul Kurtz), почётный профессор университета штата Нью-Йорк в Буффало.
В 1980 году Совет опубликовал Декларацию светского гуманизма, которая стала заявлением о и аргументом в поддержку веры в демократический секулярный (светский) гуманизм. Совет не считает себя религиозной организацией, и, например, никогда не претендовал на освобождение от налогов на правах религиозной организации. Вместо этого Совет получил такое освобождение на правах образовательной организации. Официальным символом Совета является одно из изображений так называемого «счастливого человека» (см. ниже).

## Деятельность
Совет является зонтичной организацией для целого объединения учреждений, таких как «Комитет по научному изучению религии», общество «Светские организации за трезвость», «Афроамериканцы за гуманизм», а также оказывает содействие «Центру исследований без отрыва от учёбы» (Center for Inquiry — On Campus). Совет также издаёт ряд журналов и бюллетеней, включая Free Inquiry. Совет был основан доктором Полом Курцем, который также основал Комитет научных исследований заявлений о паранормальных явлениях и Центр исследований. Исполнительным директором Совета является доктор Дэвид Кёпсел (David Koepsell).
Являясь организацией-членом Международного гуманистического и этического союза (МГиЭС), Совет подписался как под определением-минимумом гуманизма, данном МГиЭС так и под Амстердамской декларацией (2002).
Штаб-квартира Совета по секулярному гуманизму, вместе с штаб-квартирами Комитета научных исследований заявлений о паранормальных явлениях и Комиссии научной медицины и психического здоровья, расположена в Центре исследований, прилегающем к Государственному университету Нью-Йорка.
Совет приобрёл широкую известность в 2006 году, когда «Бордерс Груп» (Borders Group) отказалась принять апрельско-майский номер журнала «Free Inquiry» в свою сеть магазинов «Бордерс и Уолденбрукс» по причине перепечатки в журнале 4 карикатур, впервые появившихся в датской газете «Jyllands-Posten» и ставших искрой, разжегшей яростные протесты мусульман по всему миру. Причиной отказа в принятии номера, которую назвала «Бордерс Груп», была не щепетильность к религиозным чувствам, а страх беззаконной жестокости. Случай с журналом «Free Inquiry» стал повторением случая с изъятием в 1989 году Уолденбруксом и Далтоном романа Салмана Рушди «Сатанинские стихи» после смертельного приговора, вынесенного аятоллой Хаменеи британскому автору.